# Diecezja Basankusu
Diecezja Basankusu (łac. Diœcesis Basankusuensis) – diecezja rzymskokatolicka w Demokratycznej Republice Konga. Powstała w 1926 jako prefektura apostolska. Podniesiona została do rangi wikariatu apostolskiego w 1948, a diecezji w 1959.

## Główne świątynie
- Katedra: Katedra świętych Piotra i Pawła w Basankusu

## Biskupi diecezjalni
- Gérard Wantenaar MHM (1927–1951)
- Willem van Kester MHM (1952–1974)
- Ignace Matondo Kwa Nzambi CICM (1974–1998)
- Joseph Mokobe (2001–2023)
- Libère Pwongo Bope (od 2023)